# Drug-Kloster
| Tibetische Bezeichnung               |
| ------------------------------------ |
| Tibetische Schrift: འབྲུག་དགོན་པ        |
| Wylie-Transliteration: 'brug dgon pa |
| Chinesische Bezeichnung              |
| Vereinfacht: 竹寺; 主寺; 珠寺        |
| Pinyin:Zhu si                        |

Das Drug-Kloster (tib.:  'brug dgon pa „Donnerkloster“) ist ein Kloster der Drugpa-Kagyü-Tradition des tibetischen Buddhismus.
Es wurde 1205 von Tsangpa Gyare Yeshe Dorje (gtsang pa rgya ras ye shes rdo rje; 1161–1211), dem 1. Gyelwang Drugpa (rgyal dbang ’brug pa), am Unterlauf des Lhasa He in Kyime (skyid smad) gegründet.
Bei seiner Grundsteinlegung ertönten drei Donnerschläge, weshalb das Kloster den Namen „Donnerkloster“ erhielt. Es gilt als das Stammkloster der Drugpa-Kagyü-Tradition, die von ihm ihren Namen erhielt.